# Salomon Liscovius
Salomon Liscovius, född 25 oktober 1640, död 5 december 1689, var en tysk psalmförfattare. 
Han var diakonus i Wurzen, Sachsen. Enligt Lars Högmarck var Liscovius filosofie magister och präst i det tyska furstendömet Halberstadt . Han finns representerad i de svenska psalmböckerna från 1695 till 1937 med originaltexterna till fyra verk i 1695 års psalmbok, varav två finns kvar i 1937 års psalmbok (nr 285 och 290). Hans verk Bittere Thränen- und süsse Trost-Quelle : entsprungen Aus dem Gesetz und Evangelio utgavs i svensk översättning av Johannes Petraeus 1693 under titeln Bitter Tåre- och söot Tröst-Kiälla, Upsprungen af Lagen och Evangelio. Översättningen och tryckningen bekostades av boktryckaren Nathanael Goldenau. En reviderad översättning av Petrus Brask utgavs 1708 under samma svenska titel som 1693.

## Psalmer
- Hur' kan och skal jag Tigh (1695 nr 20) enligt Högmarcks redovisning Liscovius sammansatt på Tyska, som en bön. Senare tillskriven Johann Heermann som diktat texten redan 1632.
- Mitt skuldregister, Gud (1695 nr 256, 1937 nr 285) skriven 1683, först till samma melodi som för Then wederwärdighet (1695 nr 293) men senare till samma som "Väl mig i evighet".
- O menniskia wil tu betänckia (1695 nr 210), som en bön. Finns på Wikisource.
- Wäl mig i ewighet (1695 nr 241, 1937 nr 290) skriven 1683. Finns på Wikisource.

## Fotnoter
1. 1 2  Libris, Kungliga biblioteket, SELIBR-ID: 249440, läst: 9 oktober 2017.[källa från Wikidata]
2. 1 2  hymnary.org, Calvin Theological Seminary och Christian Classics Ethereal Library, Hymnary.org-ID: Liscovius_S, läst: 9 oktober 2017.[källa från Wikidata]
3. 1 2  International Music Score Library Project, IMSLP-ID: Category:Liscow,_Salomo, läst: 9 oktober 2017.[källa från Wikidata]
4. ↑  Högmarck, Lars, Psalmeopoeographia, Stockholm, 1736
5. ↑  ”Gifwes tilkenna, at genom Trycket nu uthgången är...”. Ordinarie Stockholmiske Post-Tijdender:  s. 8. 9 januari 1693. https://tidningar.kb.se/2979645/1693-01-09/edition/145134/part/1/page/8/.